# Oligopol
Das Oligopol (altgriechisch ὀλίγοι oligoi, deutsch ‚wenige‘ und altgriechisch πωλεῖν pōlein, deutsch ‚verkaufen‘) ist in der Wirtschaft eine Marktform, die durch wenige Marktteilnehmer gekennzeichnet ist.
Die Marktteilnehmer auf einem beliebigen Markt (Gütermarkt, Finanzmarkt) sind die Anbieter und Nachfrager. Die Marktformen lassen sich auch danach unterscheiden, wie viele Anbieter oder Nachfrager vorhanden sind. Danach gibt es:
|          |        | Nachfrager | Nachfrager           | Nachfrager            |
| viele    | wenige | einer      |                      |                       |
| -------- | ------ | ---------- | -------------------- | --------------------- |
| Anbieter | viele  | Polypol    | Oligopson            | Monopson              |
| Anbieter | wenige | Oligopol   | bilaterales Oligopol | beschränktes Monopson |
| Anbieter | einer  | Monopol    | beschränktes Monopol | bilaterales Monopol   |

Ein Oligopson ist genau der umgekehrte Fall, bei dem wenigen Nachfragern viele Anbieter entgegenstehen (Nachfrageoligopol). Ein Oligopol mit genau zwei Anbietern heißt Duopol oder Dyopol, während ein Markt, auf dem wenigen Anbietern ebenfalls wenige Nachfrager gegenüberstehen, als bilaterales Oligopol (auch zweiseitiges Oligopol) bezeichnet wird.

## Arten von Oligopolen
Homogenes Oligopol
Die angebotenen Güter oder Dienstleistungen sind aus Sicht der Nachfrager perfekte Substitute, es bestehen folglich keine Präferenzen für Güter unterschiedlicher Anbieter.
Heterogenes bzw. inhomogenes Oligopol
Die angebotenen Güter oder Dienstleistungen sind nur in begrenztem Maß Substitute (differenzierte Produkte).
Besonderes Kennzeichen eines Oligopols ist die Reaktionsverbundenheit zwischen der Preis- oder Mengensetzung der verschiedenen Anbieter. Bei einer atomistischen Marktstruktur (Polypol) ist dies nicht der Fall. Weil es nur wenige Anbieter gibt, hat jeder eine gewisse Marktmacht und kann durch seine Preis- oder Mengenentscheidung die Marktentwicklung beeinflussen. Folglich hängt die Nachfrage nach dem Gut eines Anbieters davon ab, wie sich dessen Konkurrenten verhalten, d. h., es besteht eine strategische Interdependenz zwischen den Anbietern. Diese Interdependenz beruht darauf, dass ein Oligopol bereits dann vorliegt, wenn einer der Konkurrenten glaubt, dass das Ergebnis einer von ihm getroffenen Entscheidung signifikant von den Entscheidungen eines oder mehreren anderen Wettbewerbern abhängig ist. Im Oligopol sind sich die Anbieter also bewusst, dass ihre Entscheidungen sich auf jene der anderen Verkäufer auswirken, die Käufer jedoch nehmen die Marktkonditionen als gegeben hin. Ein Oligopolist steht also vor einem komplexen Entscheidungsproblem, hängt die Qualität seiner Entscheidung doch maßgeblich davon ab, wie gut er seinen Einfluss auf die Entscheidungen anderer abschätzen und dieses für sich antizipieren kann. Oftmals ist in oligopolistischen Märkten der Wettbewerb besonders intensiv. Senkt ein Anbieter den Marktpreis, so werden die Konkurrenten ihre Preise auch rasch entsprechend anpassen (Preisanpasser), um keine Kunden zu verlieren. Ein prägnantes Beispiel dafür ist der deutsche Lebensmitteleinzelhandel.
Vor dem Hintergrund dieses Marktverhaltens sind verschiedene Reaktionen der Marktteilnehmer denkbar:
Preisführerschaft
Ein Oligopolist wird von den anderen als Preisführer anerkannt. Alle Marktteilnehmer verändern ihre Preise erst dann, wenn der Preisführer den Preis verändert hat. Im statischen Fall führt dieses Verhalten zu einem sog. Stackelberg-Gleichgewicht.
Imitation
Während die meisten preistheoretischen Modelle von einer rechnerischen Maximierungsentscheidung ausgehen, zeigen Experimente, dass auch die Imitation, d. h. die Nachahmung eines Konkurrenten, eine häufige Verhaltensform im Oligopol ist. Wenn der Preisführer imitiert wird, kann im Duopol auch der Monopolpreis erreicht werden.
Abgestimmte Verhaltensweisen und Kartellbildung
In engen Oligopolen lassen sich Preis- und Mengenabsprachen leicht organisieren. Diese Verhaltensweise ist dann für die Anbieter besonders attraktiv, wenn andere Formen des Wettbewerbs (Qualität, Service) ausscheiden, was vor allem bei homogenen Oligopolen der Fall ist. Beispiele: Zucker-, Zement- und Stromindustrie.
Ruinöser Wettbewerb
Wenn ein Unternehmen nur überleben kann, wenn es eine gewisse Größe erreicht, besteht die Tendenz, Konkurrenten durch ein besonders aggressives Preisverhalten aus dem Markt zu drängen, worauf andere mit weiteren Preissenkungen reagieren (siehe Grenzanbieter).
Preisstarrheit
Bei mehreren gleich starken oder schwachen Konkurrenten wagt es keiner, sein Verhalten zu ändern, weil er fürchtet, dass die Konkurrenz seine Strategie durchkreuzt.
Wettbewerb
Intensiver, dem technischen Fortschritt und dem Kunden dienender Wettbewerb ist insbesondere in weiten, heterogenen Oligopolen gegeben.

## Darstellung in der Theorie
In der Theorie werden Oligopole häufig mit den Instrumenten der Spieltheorie analysiert. In einem solchen Spiel kann bei vollständiger Information jeder Anbieter die optimale Reaktion der Konkurrenten antizipieren. Ein Marktgleichgewicht (Nash-Gleichgewicht) liegt dann vor, wenn kein Anbieter einen Anreiz hat, seine Menge bzw. seinen Preis zu verändern (was entsprechende Reaktionen der Mitbewerber hervorrufen würde).

### Oligopolmodelle
Cournot-OligopolMarkt, auf dem die Teilnehmer vorab simultan über die Angebotsmengen entscheiden
Stackelberg-WettbewerbMarkt, auf dem die Teilnehmer vorab hintereinander über die Angebotsmengen entscheiden
Bertrand-WettbewerbMarkt, auf dem die Teilnehmer vorab simultan über die Angebotspreise entscheiden
PreisführerschaftMarkt, auf dem die Teilnehmer vorab hintereinander über die Angebotspreise entscheiden
ImitationMarkt, auf dem die Oligopolisten nicht den eigenen (Cournot) oder gemeinsamen (Kollusion) Gewinn maximieren, sondern die Aktionen eines Wettbewerbers imitieren (sofern dieser einen höheren Gewinn hat)
Kreps-Scheinkman-ModellMarkt, auf dem die Teilnehmer zunächst simultan über den Aufbau von Kapazitäten und danach simultan über die Angebotspreise entscheiden
Hotelling-ModellMarkt, auf dem die Teilnehmer vorab über ihre Positionierung (räumlich oder durch Produktvarianten) entscheiden
Sweezy-ModellMarkt, auf dem der Preis als Wettbewerbsoption der Teilnehmer entfällt, da dieser quasi starr bleibt und somit nur Größen wie Werbung und Serviceleistungen entscheiden
Drei-D-ModellStringer und Rudnik beschreibt das Oligopol aus drei Dimensionen.

## Rechtliche Konsequenzen
Direkte Preisabsprachen sind nach dem Wettbewerbsrecht verboten, weil sie zu einem Effekt führen können, der den gesamtwirtschaftlichen Wohlstand negativ beeinflusst. Sozialer Überschuss (Wohlfahrtsverlust) wird dadurch vermindert, dass die Produzenten die Konsumenten ausnutzen. Aber auch Fusionen von Unternehmen können vom Kartellamt verboten werden, wenn sie zu einem schädlichen Oligopol führen. Ein schädliches Oligopol liegt vor, wenn entweder eine Kollusion der Oligopolisten droht (englisch coordinated effects) oder wenn die Imitation der Oligopolisten zu einem Oligopolfrieden führt.
Durch eine Vielfalt nominell eigenständiger Marken kann ein Oligopol verschleiert werden. Unter anderem ist der Handel mit CDs und anderen Tonträgern ein Oligopol weniger Anbieter, die einen Marktanteil von knapp 72 % (2004) haben. Durch die Heterogenität der Produkte und die geringe Preiselastizität der Nachfrage befand sich der Markt in der Vergangenheit in einer sehr starken Preis- und Organisationsstruktur.

## Beispiele
- Die deutsche konventionelle Stromerzeugung ist (Stand 2019) stark konzentriert. Die fünf Großkonzerne Uniper, RWE, EnBW, LEAG und Vattenfall erzeugen gemeinsam 70 % des konventionellen, d. h. nicht nach dem Erneuerbaren-Energiengesetz vergüteten, Stroms. Der Marktführer RWE erzeugt davon alleine 30,2 %. (Siehe auch Die großen Vier (deutsche EVU)). Allerdings ist die Marktmacht dieser konventionellen Stromerzeuger durch den hohen Anteil Erneuerbarer Energien eingeschränkt, deren Erzeuger ihrer Marktmacht entzogen sind.[7]
- Im Fahrtreppenbau gibt es ein Oligopol. Auf dem deutschen Fahrtreppenmarkt gibt es heute nur fünf Hersteller: Geyssel Fahrtreppenservice, KONE, Otis Elevator Company, Schindler Aufzüge und Thyssenkrupp Elevator. Das Aufzugs- und Fahrtreppenkartell wurde 2004 aufgedeckt. Zumindest in Deutschland und den Benelux-Staaten funktionierte das Kartell. Im Visier der Fahnder waren dort 17 Tochtergesellschaften des weltweit führenden Quartetts der Aufzugs- und Fahrtreppenkonzerne: ThyssenKrupp Elevator aus Deutschland, die zum US-amerikanischen Konzern United Technologies gehörende Otis, Schindler aus der Schweiz, Kone aus Finnland sowie ferner die Mitsubishi Elevator Europe, die nur am niederländischen Kartell mitwirkte.
- Ein weiteres Beispiel ist der Mobilfunkmarkt: Es gibt in Deutschland vier öffentliche Netzbetreiber, nämlich Telekom Deutschland, Vodafone, Telefónica Germany (mit den Marken O2 und ehemals E-Plus) und seit 2023 1&1[8], denen Millionen von Mobilfunknutzern gegenüberstehen. Allerdings werden die Leistungen der Netzbetreiber auch von vielen anderen Telekommunikationsfirmen als Reseller unter deren Namen vertrieben (Mobilfunkdiscounter).
- Die europäische Mineralölwirtschaft wird von den „Großen Fünf“ BP/Aral, Esso (Exxon), Jet (ConocoPhillips), Shell und Total beherrscht, was sowohl die Produktion wie den Vertrieb von Kraftstoffen betrifft. Diesem Oligopol wird in Deutschland vorgeworfen, den Wettbewerb durch die Abgabe von Kraftstoffen zu überhöhten Preisen an freie Tankstellen gesetzwidrig behindert zu haben.[9]
- Bei Spielekonsolen kann man ein Oligopol beobachten, derzeit halten nur Nintendo, Sony und Microsoft eine relevante Marktstellung für solche Produkte inne. Microsoft verfügt dabei durch sein Quasi-Monopol bei PC-Betriebssystemen auch noch über eine marktbeherrschende Stellung im Videospielmarkt für PC-Spiele.
- Der südkoreanische Filmmarkt wird als Oligopol beschrieben. Wenige vertikal integrierte Unternehmen dominieren den Filmmarkt. Die vier Unternehmen CJ ENM, Lotte Cultureworks, Showbox und Next Entertainment World teilen die Filmdistribution unter sich auf, während CJ CGV, die Kinokette Lotte Cinema und Megabox den Kinomarkt beherrschen. CJ und Lotte gehören zu den größten südkoreanischen Konglomeraten. CJ ENM und CJ CGV sind Tochterunternehmen des gleichen Konzern. Lotte Cultureworks betreibt das Distributionslabel Lotte Entertainment und die Kinokette Lotte Cinema. Diese Unternehmen decken von Produktion über Distribution bis zur Zurschaustellung der Werke in den Kinos die gesamte Wertschöpfungskette der Filmindustrie ab. Die Produktionsgesellschaft Showbox und die Kinokette Megabox gehen beide auf den Konzern Orion zurück.[10] Next Entertainment World stieg als unabhängiges Unternehmen in die Filmproduktion ein, steuert aber eine zunehmende Integration an durch die Gründung der Multiplex-Kette Cine Q.
- Der Markt für Feuerwehrfahrzeuge in Deutschland wird von den vier Unternehmen Magirus, Rosenbauer (mit Metz Aerials), Schlingmann und Ziegler mit einem Marktanteil von zusammen rund 90 % (Stand 2011) beherrscht.[11] Im Teilmarkt für Hubrettungsfahrzeuge besteht sogar ein Duopol, in dem Magirus und Rosenbauer-Metz einen Marktanteil von fast 100 % (Stand 2011) erreichen.[12] Diese Marktsituation begünstigte die Bildung des Feuerwehrfahrzeuge-Kartells, das 2011 aufgedeckt und aufgelöst wurde.
- Der weltweite Cloudmarkt wird von wenigen Konzernen dominiert. Die drei größten Plattformen, Amazon Web Services, Google Cloud Platform und Microsoft Azure, haben in Europa zusammengenommen 72 % Marktanteil, gemessen in Einnahmen.[13] Weltweit gesehen ist ihr Anteil etwas geringer und liegt bei 66 %.[14]
- Der Markt für wissenschaftliche Publikationen wurde von wenigen großen Verlagshäusern dominiert, die die Preise für Zeitschriftenabonnements bestimmen konnten.[15][16]